# Michał Czapski
Michał Czapski (ur. 1702, zm. 25 października 1796) – wojewoda malborski, starosta kiszporski w latach 1756–1772, asesor Kompanii Manufaktur Uprzywilejowanej w 1769 roku. Teść Aleksandra Potockiego, ministra policji Księstwa Warszawskiego.
Był synem Piotra, chorążego pomorskiego i Krystyny Dorpowskiej. Pochodził z gałęzi smętowskiej, która wydała Walentego Czapskiego, biskupa przemyskiego. Sam biskup Walenty był stryjem Michała.  
W latach 1756–1775 pełnił urząd ostatniego wojewody malborskiego. Został odznaczony Orderem Orła Białego 3 sierpnia 1758. W polityce był zwolennikiem Wettynów, przeciwnikiem Czartoryskich. W latach 1765–1766 domagał się zniesienia cła generalnego na terenie Prus Królewskich. Atakował samowolę Repnina, sprzyjając konfederacji barskiej. Brał udział w tajnych układach zmierzających do poszerzenia tego ruchu na Prusy Królewskie. Był członkiem konfederacji Sejmu Czteroletniego.
Po pierwszym rozbiorze Polski przeniósł się do swoich dóbr. Był trzykrotnie żonaty. Przez małżeństwa spowinowacony był z rodami: Ledóchowskich, Przebendowskich i Działyńskich.